# ヴィクトル・ネクラーソフ
ヴィクトル・プラトノヴィチ・ネクラーソフ（ロシア語: Виктор Платонович Некрасов、Viktor Platonovich Nekrasov、1911年6月17日 - 1987年9月3日）は、ソ連の小説家。第二次世界大戦を題材にした戦争小説などを書くが、後にフランスに亡命。

## 経歴
ウクライナのキエフに生まれる。工業専門学校に学んで、1936年に建築の学位を取得して卒業。1937年から41年まで、キエフ・ロシアドラマ劇場で俳優兼セット設計者となる。第二次世界大戦では赤軍の工兵科将校として従軍し、スターリングラード攻防戦に参加した。1944年に共産党入党。
戦後ジャーナリストとなり、1946年に戦時体験を元にした小説「スターリングラードの塹壕にて」を書き、1947年のスターリン賞を受賞。1953年のスターリン死後、非スターリン化の波に乗って、スターリン時代の社会主義リアリズムを脱した小説を故郷で出版し、特に1961年の作品「サイラス爺さん」は反スターリン主義が顕著に現れている。
1959年には、ソ連の作家としては最初にバビ・ヤール記念碑建設を呼びかけた。1957年にイタリア、1960年にアメリカを旅行し、その紀行文「太洋の両岸で」を1962年に発表、これが1963年にフルシチョフの糾弾を受けた。1964年にフルシチョフが追放されると、スターリニズムが徐々に復興し始める新政府に抗議する知識人達に加わる。1966から73年の間に、政府の政策に抗議する多くの公開書簡に署名し、1973年に共産党から追放された。
1974年にフランスに移住、移住者雑誌Kontinentの副編集長となる。この亡命中に自伝と小説を執筆。1979年にブレジネフの自伝三部作に対するいくつかの皮肉を浴びせたことにより、ソ連国籍を取り消され、その後パリで死去した。

## 邦訳
- 「センカ」СEHЬКА 佐々木彰訳『世界文学大系94 現代小説集』筑摩書房 1965年